# Metrà de Provença
Metrà (Metranus) o Metrani (Metranius) (vers 690 - 732) fou patrici de Provença vers 726-732, successor d'Antenor de Provença.
És esmentat en un text del cartulari de Saint-Victor i apareix en algunes monedes del tresor de Cimiez descobert el 1851 i format per 2.294 monedes de plata. El nomenament de Metrà hauria suposat un cert capgirament de la política a Provença els patricis de la qual fins aleshores es mantenia distant dels pipínides i més endavant van ser els seus aliats principals a Borgonya. El va succeir Abbó de Provença nomenat per Carles Martell.